# The Notorious Goriest
Albums de Necro
Die!
(2010)
The Notorious Goriest est le septième album studio de Necro, sorti le 30 novembre 2018.

## Liste des titres
| No  | Titre                       | Durée |
| --- | --------------------------- | ----- |
| 1.  | The Notorious Goriest Intro |       |
| 2.  | Murder Obscene              |       |
| 3.  | HNA Intro                   |       |
| 4.  | Head Neck Apartheid         |       |
| 5.  | My Precious                 |       |
| 6.  | Know Con-Science            |       |
| 7.  | WTWCT Intro                 |       |
| 8.  | What's This World Coming To |       |
| 9.  | Deaded                      |       |
| 10. | Caught It                   |       |
| 11. | The Love & Terror Cult      |       |
| 12. | Party Killer                |       |
| 13. | The Notorious Goriest       |       |
| 14. | Gate O'9 Tales              |       |
| 15. | TMOR Intro                  |       |
| 16. | The Master Of Ruckus        |       |
| 17. | Grave Old World             |       |
| 18. | Stories Of The Almost Dead  |       |
| 19. | The Dawn Of A Dead Day      |       |
| 20. | The Notorious Goriest Outro |       |